# مارغريت أوكلي دايهوف
مارغريت بيل (أوكلي) دايهوف (بالإنجليزية: Margaret Belle (Oakley) Dayhoff، مواليد 11 مارس 1925 - توفيت 5 فبراير 1983) عالمة فيزياء كيميائية أمريكية، ورائدة في مجال المعلوماتية الحيوية. كانت دايهوف أستاذة في المركز الطبي بجامعة جورجتاون، وعالمة وباحثة كيميائية معروفة في المؤسسة الوطنية للبحوث الطبية الحيوية (NBRF)، حيث كانت رائدة في تطبيق الرياضيات والأساليب الحاسوبية في مجال الكيمياء الحيوية. كرّست حياتها المهنية لتطبيق التقنيات الحاسوبية المتطورة لدعم التقدم في علم الأحياء والطب، والجدير بالذكر إنشاؤها لقواعد بيانات البروتين والحمض النووي ووسائل تحرّي قواعد البيانات. وضعت واحدة من أولى مصفوفات الاستبدال، الطفرات النقطية المقبولة (PAM). طوّرت الشيفرة أحادية الحرف المستخدمة في الأحماض الأمينية، في محاولة لتقليل حجم ملفات البيانات المستخدمة لوصف تسلسل الأحماض الأمينية في عصر الحوسبة باستخدام البطاقات.
حصلت على درجة الدكتوراه من قسم الكيمياء في جامعة كولومبيا، إذ ابتكرت طرقاً حسابية لحساب طاقات الرنين الجزيئي للعديد من المركبات العضوية. وقد أجرت دراسات ما بعد الدكتوراه في معهد روكفلر (جامعة روكفلر الآن) وجامعة ميريلاند، وانضمت إلى المؤسسة الوطنية للبحوث الطبية الحيوية التي أُنشئت حديثًا في عام 1959. وكانت أول امرأة تشغل منصباً في جمعية الفيزياء الحيوية وأول شخص يشغل منصب الوزير والرئيس في نهاية المطاف.

## مطلع حياتها

واشنطن سكوير بارك، حديقة عامة شهيرة تقع في حي غرينتش فيلدج في مانهاتن، مدينة نيويورك، الولايات المتحدة.

وُلدت دايهوف كطفلة وحيدة لأبويها في فيلادلفيا، لكنها انتقلت إلى مدينة نيويورك عندما كانت في العاشرة من عمرها. كانت واعدة أكاديمياً منذ البداية وطالبة متفوقة (في الفصل الدراسي لعام 1942) في مدرسة بايسايد الثانوية بحي بايسايد بنيويورك، ومن هناك حصلت على منحة دراسية من كلية واشنطن سكوير بجامعة نيويورك، وتخرجت بدرجة امتياز في الرياضيات في عام 1945 ورُشّحت للالتحاق بأخوية «فاي بيتا كابا» المرموقة.

## أبحاثها
بدأت دايهوف درجة الدكتوراه في كيمياء الكم تحت إشراف جورج كيمبال في قسم الكيمياء بجامعة كولومبيا. في أطروحة الدراسات العليا، كانت دايهوف رائدة في استخدام قدرات الحاسوب -بمعنى آخر معالجة البيانات الجماعية- في الكيمياء النظرية؛ على وجه التحديد، ابتكرت طريقة لتطبيق عمل آلات البطاقات المُثقّبة لحساب طاقات الرنين للعديد من المركبات العضوية متعددة الحلقات. كانت إدارتها لبيانات أبحاثها مثيرة للإعجاب لدرجة أنها مُنحت زمالة مختبر واتسون للحوسبة. كجزء من هذه الجائزة، أُتيح لها الوصول ضمن المختبر إلى «أحدث معدات معالجة البيانات الإلكترونية من شركة آي بي إم».
بعد حصولها على درجة الدكتوراه، درست دايهوف فرع الكيمياء الكهربية تحت إشراف «دونكان أيه. ماكينز» في معهد روكفلر من عام 1948 حتّى عام 1951. في عام 1952، انتقلت إلى ميريلاند مع عائلتها وحصلت لاحقًا على زمالات بحثية من جامعة ماريلاند (1957-1959) للعمل على نموذج للروابط الكيميائية مع زميلتها «إليز ليبينكوت». في جامعة ميريلاند، تعرّفت لأول مرة على حاسوب جديد فائق السرعة، طراز آي بي إم 7094. بعد انتهائها من ذلك، في عام 1960، التحقت بالمؤسسة الوطنية للبحوث الطبية الحيوية كمديرة مساعدة (منصب شغلته لمدة 21 عامًا). بدأت في المؤسسة الوطنية للبحوث الطبية الحيوية العمل مع روبرت ليدلي وهو طبيب أسنان حصل على شهادة في الفيزياء وأصبح مهتمًا باحتمالية تطبيق الموارد الحاسوبية لحلّ مشاكل الطب الحيوي. ألّف واحدة من أولى الدراسات حول الحوسبة الطبية الحيوية تحت عنوان «تقرير عن استخدام الكمبيوتر في علم الأحياء والطب». ومن خلال خبرتهما المشتركة، نشرا ورقة في عام 1962 بعنوان «كومبروتين: برنامج كمبيوتر للمساعدة في تحديد بنية البروتين الأساسي» والذي وصِف بكونه «برنامج كمبيوتر مكتمل لجهاز IBM 7090» يهدف إلى تحويل عملية هضم الببتيد إلى بيانات سلسلة البروتين. بدأا بالفعل هذا العمل في عام 1958، لكنهما لم يتمكنا من بدء البرمجة حتى أواخر عام 1960.
في أوائل الستينيات، تعاونت دايهوف أيضًا مع «إليز ليبينكوت» وكارل ساغان لتطوير نماذج ديناميكية حرارية من أنظمة الكيمياء الكونية، متضمنةً الأغلفة الجويّة قبل البيولوجية للكواكب. طوّرت برنامج كمبيوتر يمكنه حساب تراكيز التوازن للغازات في الغلاف الجوي لكوكبٍ ما، ما يتيح لنا دراسة الغلاف الجويّ لكوكب الزهرة والمشتري والمريخ، بالإضافة إلى الغلاف الجوي الحالي والغلاف الجويّ الأرضي البدائي. باستخدام هذا البرنامج، درست احتماليّة توفّر الظروف اللازمة لتوليد الحياة في الغلاف الجويّ البدائي. على الرغم من أنها وجدت أن العديد من المركبات الصغيرة المهمة بيولوجيًا يمكن أن تظهر مع عدم وجود أي آلية خاصة لشرح وجودها، إلا أنه وُجدت مركبات ضرورية للحياة والتي كانت نادرة في نموذج التوازن (مثل الريبوز والأدينين والسيتوزين).
درّست دايهوف أيضًا علم وظائف الأعضاء والفيزياء الحيوية في المركز الطبي بجامعة جورج تاون لمدة 13 عامًا، وعملت كزميلة للجمعية الأمريكية لتقدّم العلوم، وانتُخِبت مستشارةً للجمعية الدولية لدراسة أصول الحياة في عام 1980 بعد مرور 8 سنوات على عضويتها. عملت دايهوف أيضًا في هيئات تحرير ثلاث دوريات: «دورية دنا» و«دورية التطور الجزيئي»  و«دورية الحواسيب في علم الأحياء والطب».
في عام 1966، كانت دايهوف رائدة في استخدام أجهزة الكمبيوتر في مقارنة تسلسلات البروتين وإعادة بناء سِجّلها التطوري اعتماداً على طريقة التراصف التسلسلي. لإنجاز ذلك، أنشأت شيفرة الحمض الأميني أحادي الحرف لتقليل حجم ملف البيانات لكل تسلسل. كان هذا المشروع، الذي شارك في تأليفه «ريتشارد إيك»، أول تطبيق لأجهزة الكمبيوتر لاستنتاج السلالات من التسلسل الجزيئي. إذ اعتُبر أول عملية إعادة بناء تاريخ تطور السلالات (الشجرة التطورية) بواسطة أجهزة الكمبيوتر انطلاقاً من التسلسل الجزيئي وبالاعتماد على طريقة التوفير الأقصى. في السنوات اللاحقة، طبِقت هذه الطرق لدراسة عدد من الارتباطات الجزيئية، مثل السلسلة الحفّازة والبروتين كيناز إيه إم بي والنواتج الجينية لشيفرة  srcالخاصة بفيروسات الروس الطيرية وفيروس ساركوما الفئران المولوني؛ المتمثلة بمضاد الثرومبين-3، ألفا انتيتريبسين، ألبومين البيض؛ وعامل نمو البشروي والسلسلة الخفيفة لعامل التخثر X ؛ وصميم البروتين الشحمي A-I و A-II و C-I و C-III.
بناءً على هذا العمل، طورت دايهوف وزملاؤها مجموعة من مصفوفات الاستبدال تسمى طفرات مقبولة نسبياً (PAM) ومصفوفة بيانات الطفرة (MDM) أو مصفوفة دايهوف. وهي مستمدة من التراصفات العالمية لتسلسل البروتين وثيق الصلة. يشير رقم التعريف المرفق مع المصفوفة (على سبيل المثال، PAM40، PAM100) إلى المسافة التطورية؛ تتوافق الأعداد الأكبر مع مسافات أكبر. تُستقرأ المصفوفات التي تستخدم مسافات تطورية أكبر من تلك التي تستخدم مسافات أقصر. للحصول على مصفوفة دايهوف، يُستخدم أزواج من الأحماض الأمينية المتراصفة بشكل سلاسل محاذاة لبناء مصفوفة العد، والتي تُستخدم بعد ذلك لتقدير مصفوفة الطفرة بواحدة 1 PAM (تعتبر وحدة قياس تطورية). من مصفوفة الطفرة هذه، يمكن إنشاء مصفوفة تسجيل نقاط دايهوف. بالتزامن مع حوادث الإنديل (الحذف والإضافة)، يمكن استخدام سلاسل المحاذاة الناتجة عن هذه الأساليب ضمن عملية تكرارية لإنشاء مصفوفات تعدّ جديدة حتى الوصول إلى خط التقارب.
يعدّ كتابها «أطلس وبنية السلسلة البروتينية» إحدى أهم إسهامات دايهوف في مجال المعلوماتية الحيوية، وهو كتاب يشمل جميع متواليات البروتين المعروفة (65 بالمجموع) التي نشرتها في عام 1965. نشر هذا الكتاب ترميزاً ناقصاً للأحماض الأمينية. أُعيد نشره في وقت لاحق عبر عدة طبعات. أدى ذلك إلى إنشاء قاعدة بيانات للسلاسل البروتينية في «مركز مصدر معلومات البروتين»، وهو أول نظام قاعدة بيانات على الإنترنت يمكن الوصول إليه عن طريق خط الهاتف ومتاح للتحريّ بواسطة أجهزة الكمبيوتر عن بُعد. اُستشهد علميًا بهذا الكتاب منذ ذاك الحين نحو 4500 مرة. يمثّل مجهودها إلى جانب عمل «والتر غود» الذي قاد إلى قاعدة بيانات «جين بانك» لمتواليات الحمض النووي، أصل قواعد البيانات الحديثة للمتوالية الجزيئية. تمت فهرسة الأطلس تبعاً للعائلات الجينية. دفع تقرير العالم فردريك سانغر لأول سلسلة كاملة من الأحماض الأمينية لبروتين (الأنسولين) في عام 1955 عددًا من الباحثين لتصنيف مختلف البروتينات من الأنواع المختلفة. في أوائل الستينيات من القرن الماضي، طُوّرت نظرية مفادها أن الاختلافات الصغيرة بين متواليات البروتين المتماثل (متواليات ذات احتمالية عالية من أصل مشترك) يمكن أن تشير إلى معدل التغير التطوري على المستوى الجزيئي. أُضفيَ الطابع الرسمي على مفهوم إمكانية مساعدة التحليل الجزيئي العلماء في فك رموز الأنماط التطورية في الكائنات الحية، في الأوراق التي نشرها «إميل زوكركاندل» ولينوس باولنغ في عام 1962 وعام 1965.